# Robert Ferréol Baboin
Robert Ferréol Baboin (* 11. Oktober 1901 in Grenoble; † 27. September 1982 in Lyon) war ein französischer Bergingenieur, Hochschullehrer und Manager in der Montanindustrie.

## Leben
Robert Baboin war der Sohn des Achille Régis Baboin und erhielt eine Ausbildung an der Eliteschule École polytechnique in Paris. 1923 begann er mit einem Studium an der Bergakademie Paris und schloss es 1926 als Bergingenieur ab. 
Seine erste Grubenfahrt brachte ihn in eine der Saargruben.
Auslandserfahrungen sammelte er in den Jahren von 1927 bis 1930 im mineralogischen Unteramt in Constantine in Algerien.
Er kehrte nach Frankreich zurück und wurde in Chalon-sur-Saône Leiter des mineralogischen Unteramts. Dieses Amt hatte er bis 1933 inne, als er Bergwerksdirektor der Mines domaniales françaises de la Sarre wurde und das Untertage-Planungsbüros des Unternehmens leitete.
Nach zweijähriger Tätigkeit wechselte er als Dozent an der École nationale supérieure des mines de Saint-Étienne, wo er bis zu seinem Weggang zu den Eisenerzgruben in Constantine/Algerien im Jahre 1938 blieb. 
Von 1940 bis 1945 leitete er als Direktor die Abteilung für Eisen- und Stahlindustrie im Ministerium für Industrielle Produktion.
Nach dem Krieg wurde er Leiter der Mission Française des Mines de la Sarre.
Damit war er Sequesterverwalter der Saargruben.
1948 wurde die Saargruben AG liquidiert und die Régie des Mines de la Sarre deren Nachfolgerin. In diesem Unternehmen fungierte Baboin als Generaldirektor bis 1950, als er Präsident der Société Anonyme des Aciéries de Micheville im Département Meurthe-et-Moselle wurde. 
In den Jahren von 1950 bis 1956 war er Aufsichtsratsmitglied der Dillinger Hütte. 
Zur selben Zeit war er zunächst Vizepräsident, dann Präsident der 1950 in Metz gegründeten Union Sidérurgique Lorraine S.A. (Stahlkonzern).
1957 kam er in den Aufsichtsrat der Internationalen Moselgesellschaft mbH, die zum Zwecke des Ausbaues der Mosel gegründet worden war. 
In der Harpener Bergbau AG Dortmund war er in den Jahren von 1954 bis 1966 Mitglied des Aufsichtsrats.

## Ehrungen
- Offizier der Ehrenlegion
- Belgischer Leopoldsorden
- Bundesverdienstkreuz I. Klasse